# Семенівка (Покровський район)
Семе́нівка — село Очеретинської селищної громади Покровського району Донецької області, в Україні. Населення становить 182 осіб.

## Загальні відомості
Відстань до райцентру становить близько 23 км і проходить автошляхом місцевого значення.
Землі села межують із західними околицями м. Авдіївка Донецької області, а саме з Авдіївським коксохімом.

## Війна на сході України
У часі російсько-української війни 30 вересня 2014 року бригада енергетиків при виконанні відновлювальних робіт потрапила під раптовий обстріл терористами із «Граду», один загинув.
28 квітня 2024 року ЗСУ вимушено відійшли на захід від селища з метою збереження особового складу.
За неофіційною інформацією, під час боїв за Семенівку, з кінця березня 2024 року до літа того ж року, зникло безвісти близько 300 військових однієї з бригад ЗСУ. З них у полоні виявилося лише декілька. 

## Населення
За даними перепису 2001 року населення села становило 182 особи, з них 45,05 % зазначили рідною мову українську та 54,95 %— російську.